# Jörg Hauschild
Jörg Hauschild (* 1967 in Gera) ist ein deutscher Filmeditor und Komponist.

## Leben
Hauschild begann sein Studium an der HFF Potsdam 1989, wonach er 1993 mit einigen seiner Kommilitonen eine Firma gründete, die sich auf den Filmschnitt spezialisierte. Dort blieb er ein Jahr, und seit 1994 ist Hauschild als selbstständiger Komponist und Filmschnittmeister tätig. Seitdem war er in mehreren Projekten von Andreas Dresen involviert und ist hauptsächlich durch dessen Kinofilme, für die er den Schnitt übernahm, bekannt.
Nachdem er bereits vor seinem Studium von 1987 bis 1989 in der Stadthalle Gera als Tontechniker gearbeitet hatte, übernahm Hauschild später sowohl bei Hitsch als auch bei Willenbrock und mehreren Theaterinszenierungen den Part des Komponisten. Seine musikalische Seite kann man seit kurzem in seinem Soloprojekt "HAVSCHILD " sehen und hören.
2011 arbeitete er als Editor mit dem Regisseur Alexander Sokurow zusammen, bei dessen Spielfilm - Faust- . Der Film wurde auf den Internationalen Filmfestspielen von Venedig 2011 mit dem Goldenen Löwen ausgezeichnet. 2012 folgte für seine erneute Zusammenarbeit mit Andreas Dresen an Halt auf freier Strecke eine Nominierung für den Deutschen Filmpreis in der Kategorie Bester Schnitt. Auch für Als wir träumten gab es 2015 eine Nominierung für den Deutschen Filmpreis. 2019 erfolgte für Hauschild die dritte Nominierung für den Deutschen Filmpreis, für seine Arbeit am Spielfilm Gundermann.
Hauschild ist Mitglied im Bundesverband Filmschnitt Editor (BFS).

## Filmografie (Auswahl)
Wo nicht anders ausgewiesen, handelt es sich um einen Kinospielfilm, bei dem Hauschild nur für die Montage zuständig war.
- 1993: Kuckuckskinder (TV-Dokumentarfilm) – Regie: Andreas Dresen
- 2002: Halbe Treppe – Regie: Andreas Dresen
- 2002: Polizeiruf 110: Wandas letzter Gang (TV-Reihe) – Regie: Bernd Böhlich
- 2003: Herr Wichmann von der CDU (Dokumentarfilm) – Regie: Andreas Dresen
- 2005: Sommer vorm Balkon – Regie: Andreas Dresen
- 2005: Willenbrock – auch Musik; Regie: Andreas Dresen
- 2006: Hitsch (Spielfilm) – nur Musik; Regie: Frank Grützbach, Tilo Prückner
- 2007: Die Aufschneider – Regie: Carsten Strauch
- 2008: Nur ein Sommer – Regie: Tamara Staudt
- 2008: Wolke 9 – auch Ko-Drehbuch; Regie: Andreas Dresen
- 2009: Whisky mit Wodka – Regie: Andreas Dresen
- 2011: Faust – Regie: Aleksandr Sokurov
- 2011: Halt auf freier Strecke – Regie: Andreas Dresen
- 2011: Vaterlandsverräter (Dokumentarfilm) – Regie: Annekatrin Hendel
- 2012: Herr Wichmann aus der dritten Reihe (Dokumentarfilm) – Regie: Andreas Dresen
- 2013: Kopfüber – Regie: Bernd Sahling
- 2014: Anderson (Dokumentarfilm) – Regie: Annekatrin Hendel
- 2015: Fassbinder (Dokumentarfilm) – Regie: Annekatrin Hendel
- 2015: Als wir träumten – Regie: Andreas Dresen
- 2017: Timm Thaler oder Das verkaufte Lachen – Regie: Andreas Dresen
- 2017: Die Unsichtbaren – Wir wollen leben (Doku-Drama) – Regie: Claus Räfle
- 2017: Über Leben in Demmin (Dokumentarfilm) – Regie: Martin Farkas
- 2018: Familie Brasch (Dokumentarfilm) – auch Ko-Drehbuch (Konzept); Regie: Annekatrin Hendel
- 2018: Gundermann – Regie: Andreas Dresen
- 2020: Wagenknecht (Dokumentarfilm) – Regie: Sandra Kaudelka
- 2022: Rabiye Kurnaz gegen George W. Bush – Regie: Andreas Dresen
- 2023: Die nettesten Menschen der Welt
- 2024: In Liebe, Eure Hilde

## Auszeichnungen
Schnitt-Preis
- 2003: Spielfilm – Wolke 9 (Nominierung)
- 2005: Spielfilm – Willenbrock (Nominierung)
- 2009: Spielfilm – Halbe Treppe (Nominierung)
- 2012: Spielfilm – Halt auf freier Strecke" (Film- und Schnittpreis)[4]
- 2019: Spielfilm – Gundermann (Nominierung)